# Zoltán Czibor
Zoltán Czibor Suhai (23. srpen 1929, Kaposvár – 1. září 1997, Győr) byl maďarský fotbalista. Hrával na pozici útočníka či záložníka.
S maďarskou fotbalovou reprezentací vybojoval stříbrnou medaili na mistrovství světa roku 1954. Na tomto turnaji byl též zařazen do all-stars týmu. Získal rovněž zlatou medaili na fotbalovém turnaji letních olympijských her v Helsinkách roku 1952. Maďarsko reprezentoval ve 43 zápasech, v nichž vstřelil 17 branek.
S FC Barcelona získal v sezóně 1958/60 Veletržní pohár. Třikrát se stal mistrem Maďarska, jednou Ferencvárosem (1949), dvakrát s Honvédem Budapešť (1954, 1955). S Barcelonou vyhrál též dvakrát španělskou ligu (1959, 1960).
Brazilský časopis Placar ho vyhlásil 58. nejlepším fotbalistou 20. století.
Roku 1956, po vpádu sovětských vojsk, z Maďarska emigroval.